# Томаш Кулявик
Томаш Кулявик (пол. Tomasz Kulawik; 4 травня 1969, Олькуш (Польща) — польський футболіст і футбольний тренер. Виступав на позиції півзахисника.

## Клубна кар'єра
Грав на позиції півзахисника. У вищій лізі Польщі зіграв у складах «Заглемб'є» (Сосновець), «Вісла» (Краків) та «Рух» (Хожув) 257 матчів, забив 37 голів.
З краківським клубом двічі ставав чемпіоном Польщі, завоював кубок Польщі, кубок Ліги та суперкубок Польщі. Був найкращим бомбардиром розіграшу кубка УЄФА у сезоні 1998/99 року.
Після закінчення ігрової кар'єри працював у тренерському штабі Вісли. Після звільнення Єжи Енгеля, восени 2005 року став головним тренером клубу. Потім був тренером молодіжного складу. 6 серпня 2010 року, після відставки Хенріка Касперчака, знову став тимчасовим тренером Вісли до 21 серпня, коли тренером став голландець Роберт Мааскант.

## Кар'єра тренера
Після завершення ігрової кар'єри приєднався до тренерського штабу краківської «Вісли». Після звільнення Єжи Енгеля у 2005 році став новим тренером «Вісли» (Краків). Потім був тренером резервної команди «Вісли» (Краків) та її молодіжної команди в «Млода Екстракляса». Тренував кілька польських клубів нижчих ліг.

## Виступи за збірні
Як гравець, грав у двох матчах збірної Польщі: 22 квітня 1998 року у програному 1:4 товариському матчі з Хорватією (вийшов на поле на 80 хвилині) та 18 серпня 1998 року у виграному 2:0 товариському матчі зі збірною Ізраїлю (вийшов на поле на 62 хвилині).

## Титули і досягнення
Командні
«Вісла» (Краків)
- Чемпіон Польщі (2): 1999, 2001
- Володар Кубку Польщі (1): 2002
- Володар Кубка Екстракласи (1): 2001
- Власник Суперкубку Польщі (1): 2001

Особисті
- Найкращий бомбардир Кубка УЄФА (1): 1998/99